# 天草市立志柿小学校
天草市立志柿小学校（あまくさしりつ しがきしょうがっこう）は熊本県天草市にあった小学校。

## 沿革
- 1875年（明治8年）2月 普明院内に創立。瀬戸分教場設置
- 年月日不詳 曾根3124番地に移転
- 1896年（明治29年）2月 南曾根3100番地に移転
- 1904年（明治37年）4月 農業補習学校併設
- 1926年（大正15年）3月15日 高等小学校設置。現在地に移転
- 1941年（昭和16年）4月1日 志柿国民学校となる
- 1947年（昭和22年）4月1日 志柿村立志柿小学校となる
- 1954年（昭和29年）4月1日 本渡市立志柿小学校となる
- 1958年（昭和33年） 瀬戸分校を亀場小学校へ統合
- 2006年（平成18年）3月27日 天草市立志柿小学校となる
- 2018年（平成30年）3月31日 閉校。天草市立瀬戸小学校とともに、天草市立本渡東小学校へ統合された

## 著名な出身者
- 馬場昭治（天草市長）　※天草市立本渡南小学校から転入

## 学校周辺
- 島原湾